# Haraweka Island
Haraweka Island ist eine kleine Insel im Norden der Nordinsel von Neuseeland.

## Geographie
Haraweka Island ist Teil der Inselgruppe der Cavalli Islands und befindet sich rund 240 m nordnordöstlich der Hauptinsel Motukawanui Island. Die rund 6,2 Hektar große Insel misst rund 330 m in Ost-West-Richtung und rund 235 m in Nordnordwest-Südsüdost-Richtung. Haraweka Island besitzt eine maximale Höhe von 66 m und ist ferner umgeben von Panaki Island im Nordnordwesten, von Nukutaunga Island im Nordosten und Motutakupu Island sowie Takaroto Rock im Osten. Diese Nachbarinseln liegen der Reihenfolge nach rund 370 m, rund 580 m, rund 1200 m und 1035 m von Haraweka Island entfernt.
Haraweka Island ist bewachsen und verfügt über einen geringen Baumbestand an seiner Südseite.